# Centralny Ośrodek Szkolenia MSW
 Centralny Ośrodek Szkolenia Rezerw MSW  (JW 1492) – były ośrodek szkoleniowy rezerw dla potrzeb MSW, najpierw skoszarowany w Katowicach przy ul. Żdanowa (obecnie ul. Koszarowa), od 1999 r. w Raduczu.

## Historia
Po przeniesieniu wojsk KBW z podległości MSW do MON w 1965 r. w MSW pozostał Ośrodek Szkolenia Rezerw MSW i Milicji. Ośrodek został podporządkowany Nadwiślańskiej Brygadzie Ochrony Rządu im. Czwartaków AL. Po rozbudowie Nadwiślańskiej Brygady Ochrony Rządu w 1974 r. (połączonej ze zmianą nazwy) ośrodek podlegał Nadwiślańskim Jednostkom Wojskowym.
Ośrodek Szkolenia Rezerw MSW był skoszarowany na terenie 6 Śląskiej Brygady Zmotoryzowanej im. Gwardii Ludowej w Katowicach i był jej podległy także logistycznie. W ośrodku  prowadzono min. podstawowe szkolenie wojskowe kandydatów do MO i ZOMO oraz ich rezerw. W 1971 r. zorganizowano roczny kurs oficerski dla kadr Milicji. Promocja podchorążych odbyła się w Wyższej Szkole Oficerskiej MO w Szczytnie.
W czasie zagrożenia  Ośrodek Szkolenia rezerw MSW i Milicji wchodził w skład 6 Śląskiej Brygady Zmotoryzowanej, której głównym zadaniem była działalność ochronno-obronna tajnych Stanowisk Kierowania Państwem Nr.2  zorganizowanych na czas wojny dla administracji państwowej.
Od 1990 r., po reorganizacji, otrzymał nową nazwę – Centralny Ośrodek Szkolenia NJW MSW i MSW,  szkolono rezerwy NJW MSW i Policji oraz wprowadzono szkolenie jednostek prewencji Policji. W 1999 r. został dyslokowany do Raducza przejmując całość szkolenia rezerw po rozwiązanej JW 2501 Raducz, dla potrzeb dla Ministerstwa Spraw Wewnętrznych i Administracji. Koszary w Katowicach przejął Oddział Prewencji Policji. Po rozwiązaniu NJW  został przekazany w podporządkowanie BOR. Obecnie w Raduczu mieści się Ośrodek Szkoleniowy Służby Ochrony Państwa.